# John E. Raker

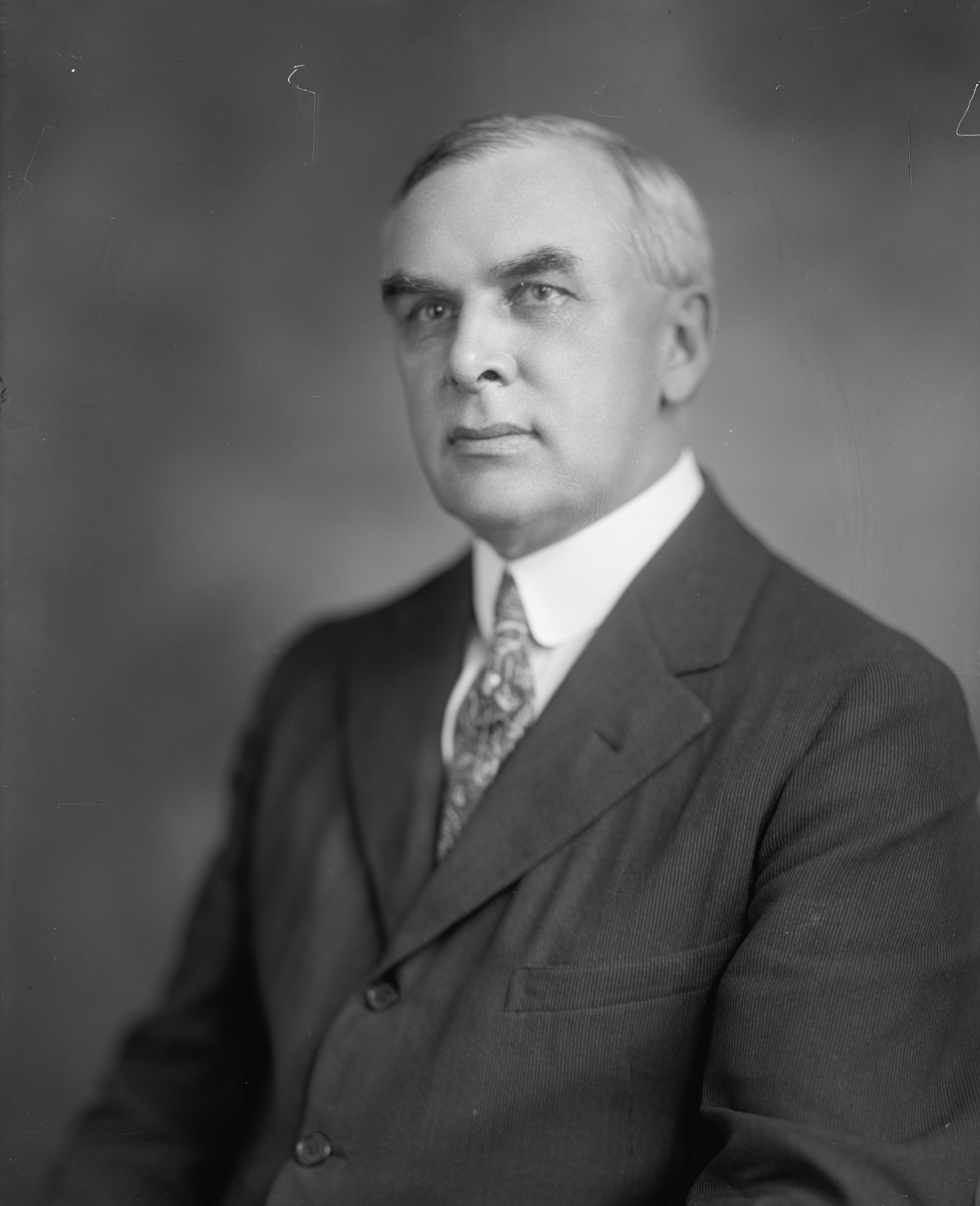
John E. Raker

John Edward Raker (* 22. Februar 1863 bei Knoxville, Knox County, Illinois; † 22. Januar 1926 in Washington, D.C.) war ein US-amerikanischer Politiker. Zwischen 1911 und 1926 vertrat er den Bundesstaat Kalifornien im US-Repräsentantenhaus.

## Werdegang
Im Jahr 1873 zog John Raker mit seinen Eltern in das Lassen County in Kalifornien, wo er die öffentlichen Schulen besuchte. Zwischen 1882 und 1884 absolvierte er die State Normal School in San José. Nach einem anschließenden Jurastudium und seiner 1885 erfolgten Zulassung als Rechtsanwalt begann er in Susanville in diesem Beruf zu arbeiten. Im Dezember 1886 zog er nach Alturas. Zwischen 1895 und 1899 fungierte Raker als Bezirksstaatsanwalt im Modoc County; von 1903 bis 1910 war er im gleichen Bezirk Richter. Politisch war Raker Mitglied der Demokratischen Partei. In den Jahren 1908 bis 1910 war er deren Staatsvorsitzender in Kalifornien. Im Jahr 1908 nahm er als Delegierter an der Democratic National Convention in Denver teil, auf der William Jennings Bryan zum dritten Mal als Präsidentschaftskandidat nominiert wurde.
Bei den Kongresswahlen des Jahres 1910 wurde Raker im ersten Wahlbezirk von Kalifornien in das US-Repräsentantenhaus in Washington gewählt, wo er am 4. März 1911 die Nachfolge von William F. Englebright antrat. Nach sieben Wiederwahlen konnte er bis zu seinem Tod am 22. Januar 1926 im Kongress verbleiben. Seit 1913 vertrat er dort als Nachfolger von William Kent den zweiten Distrikt seines Staates. In seine Zeit als Kongressabgeordneter fielen der Erste Weltkrieg und die Ratifizierung der Verfassungszusätze 16 bis 19. Von 1917 bis 1919 leitete er den Ausschuss zur Kontrolle der Ausgaben des Justizministeriums. Gleichzeitig stand er auch dem Ausschuss zur Einführung des Frauenwahlrechts vor.